# Ngatea Water Gardens Waterfall
Der Ngatea Water Gardens Waterfall ist ein künstlicher Wasserfall in der Ortschaft Ngatea in der Region Waikato auf der Nordinsel Neuseelands. Er liegt in den privat geführten Ngatea Water Gardens und wird über eine Pumpe mit einer Leistung von 7,5 Kilowatt gespeist. Seine Fallhöhe beträgt 4 Meter.
Die Ngatea Water Gardens befinden sich am Bratlie Place in Ngatea, der Zutritt ist kostenpflichtig. Vom Eingang sind es fünf Gehminuten zum Wasserfall.